# Blokkade van Maastricht (1814)
De Blokkade van Maastricht van 1814 was een militaire blokkade van de op dat moment Franse vestingstad Maastricht door de geallieerde troepen onder leiding van generaal Bernadotte. De blokkade vond plaats van eind januari tot begin mei 1814 tijdens de Zesde Coalitieoorlog tussen Frankrijk en de andere Europese mogendheden en eindigde op 5 mei van dat jaar met de capitulatie van Maastricht en het vertrek van de Fransen.

## Achtergronden
Maastricht was sinds het succesvolle Beleg van Maastricht (1794) door generaal Kléber een Franse stad geworden. De opheffing van kloosters en kapittels haalde een streep door de middeleeuwse standenmaatschappij en de invoering van een nieuwe bestuursorganisatie en rechterlijke macht maakte een einde aan de feodale samenleving. Hoewel een kleine groep Maastrichtenaren de 'vooruitgang' toejuichte, ondergingen de meesten de veranderingen lijdzaam, in de stellige verwachting dat de veranderingen van voorbijgaande aard waren. Als hoofdstad van het dunbevolkte departement Nedermaas was Maastricht een rustige provinciestad, die weinig aandacht trok van Parijs. Na 1800 bloeide de economie wat op. De afschaffing van het middeleeuwse systeem van ambachten maakte het vrije ondernemerschap mogelijk en de vele leegstaande kloostergebouwen boden goedkoop onderdak voor nieuwe bedrijfjes.
In november 1799 kwam Napoleon Bonaparte in Frankrijk aan de macht. Door het Concordaat van 1801 met de paus, was er weer wat meer vrijheid voor de uitoefening van de rooms-katholieke godsdienst, waardoor Napoleon een zekere achting verwierf in het grotendeels katholieke Maastricht. In 1803 en 1811 bezocht Napoleon Maastricht, waarbij hij onder andere de ondergrondse kalksteengroeven van de Sint-Pietersberg bezocht en de vestingwerken inspecteerde.

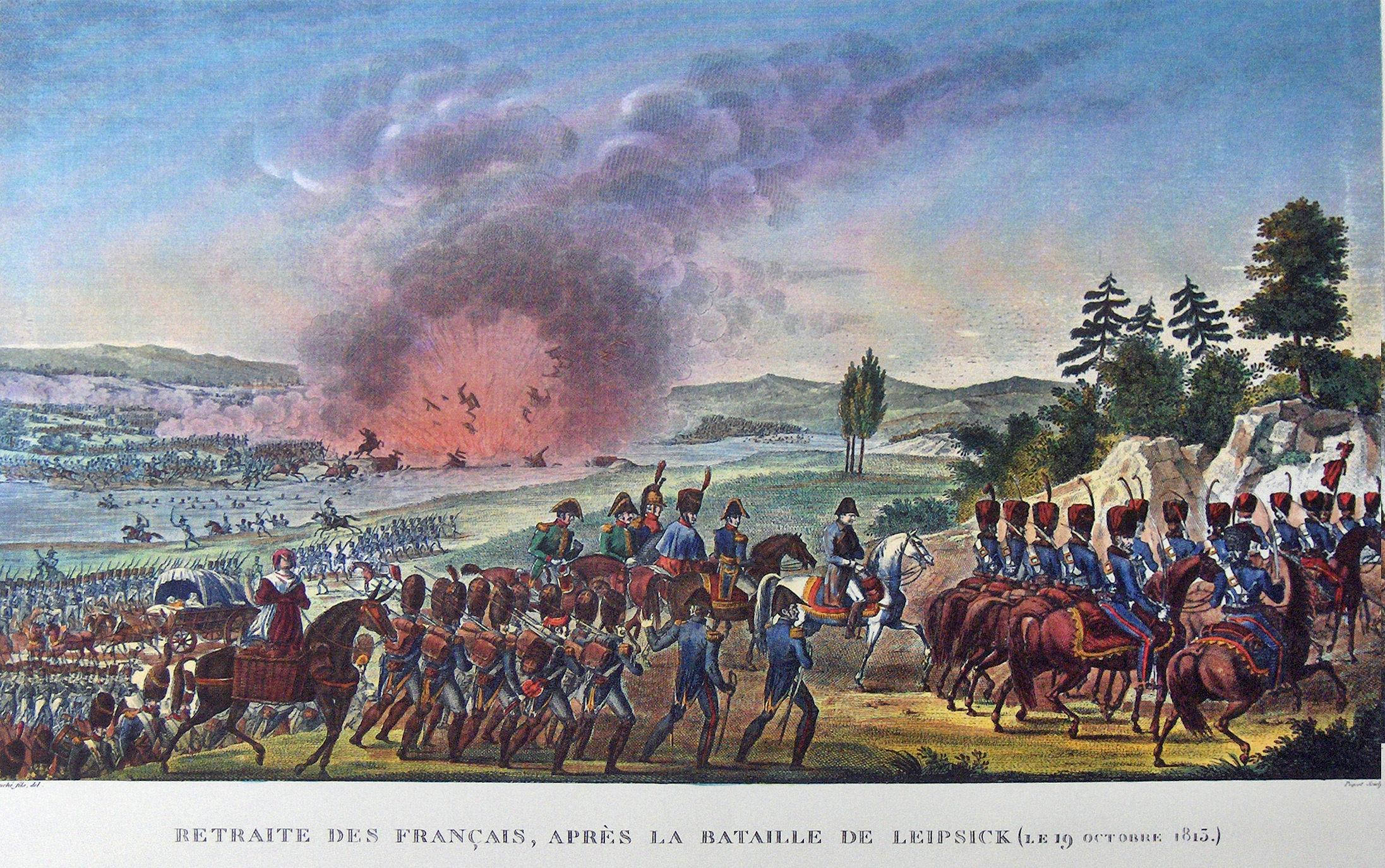
De Slag bij Leipzig

Na de catastrofaal verlopen veldtocht van Napoleon naar Rusland in 1812, keerde het tij voor de Fransen. Van 16 tot 19 oktober 1813 leed de Grande Armée, het leger van het Eerste Franse Keizerrijk, een verpletterende nederlaag in de Slag bij Leipzig (Volkerenslag). De verenigde legers van de Zesde Coalitie achtervolgden de Fransen en zetten hun zinnen op de verovering van Parijs en de teruggave van alle bezette gebieden.
Een maand na de Volkerenslag vond op 20 november 1813 de proclamatie van het Soeverein Vorstendom der Verenigde Nederlanden plaats door het Voorlopig Bewind. Op 30 november zette de sinds 1795 afwisselend in Londen en Berlijn verblijvende Prins van Oranje, Willem Frederik van Oranje-Nassau, na 18 jaar weer voet op Nederlandse bodem (Landing van de Prins). Op 2 december vond in de Nieuwe Kerk te Amsterdam de inhuldiging plaats van koning Willem I als soeverein vorst. Aanvankelijk bestond het Soeverein Vorstendom slechts uit de Noordelijke Nederlanden, de voormalige Republiek der Zeven Verenigde Nederlanden. Pas op 30 mei 1814 zou Frankrijk in het Verdrag van Parijs de Zuidelijke Nederlanden afstaan aan het Souverein Vorstendom, vanaf 1815 Verenigd Koninkrijk der Nederlanden geheten.
Op 13 december 1813 werd, vanwege de naderende dreiging van het Coalitieleger, te Maastricht de staat van beleg afgekondigd door commandant-generaal Louis Charbonnier, Frans vestingcommandant van Maastricht onder generaal Pierre Hugues Victoire Merle.

## De blokkade
Eind januari 1814 sloten legereenheden van het Zesde Coalitieleger de door de Fransen bezette vestingstad Maastricht geheel in. In de dorpen rondom Maastricht bivakkeerden troepen uit Oostenrijk, Pruisen, Rusland (kozakken), Zweden, het Verenigd Koninkrijk en ook enkele legereenheden van het Soeverein Vorstendom der Verenigde Nederlanden. Tot beschietingen kwam het nauwelijks, zodat van een belegering in feite geen sprake is, eerder een blokkade. Wel vonden er enkele schermutselingen plaats toen de Fransen trachtten uit de vesting te breken. De blokkade veroorzaakte tijdens de koude wintermaanden grote ontberingen in de stad. Onder het Franse garnizoen brak tyfus uit, die de kracht van het garnizoen aanzienlijk verzwakte. De ex-militair Frederich Ludwig Behr maakte zich in de ziekenboeg zeer verdienstelijk.
Op 31 maart 1814 veroverden de geallieerde legers Parijs en op 6 april deed Napoleon Bonaparte gedwongen afstand van de troon. Lodewijk XVIII werd vervolgens koning van Frankrijk. Het Franse garnizoen te Maastricht zwoer trouw aan de nieuwe koning. Op 19 april werd de wapenstilstand getekend tussen de Duits-Ests-Russische generaal-majoor Georg Andreas von Rosen en de Franse generaal Pierre Hugues Victoire Merle.. Binnen enkele weken vertrokken de Franse troepen uit Maastricht. Op 3 mei arriveerden de eerste Nederlandse troepen en op 5 mei nam luitenant-generaal Dupont het militair commando van de vestingstad over. De ambtenaar Christiaan Bangeman Huygens nam de stad in bezit namens Koning Willem I, hoewel dit officieel pas op 1 augustus gebeurde.
De bevelhebber van het geallieerde leger dat Maastricht ruim drie maanden had ingesloten was voor de Maastrichtenaren een oude bekende: Jean-Baptiste Jules Bernadotte was twintig jaar eerder een jonge, veelbelovende brigadegeneraal in het leger van generaal Kléber geweest, de generaal die er in het najaar van 1794 in slaagde de stad Maastricht voor de Fransen in te nemen. Kléber had Bernadotte destijds benoemd tot militair gouverneur van Maastricht, een functie die hij slechts korte tijd uitoefende. Bernadotte werd later maarschalk van Frankrijk in het leger van Napoleon en in 1810 'aangenomen' als kroonprins van Zweden. Daarop keerde hij zich tegen Napoleon en zo kwam het dat hij in 1814 leiding gaf aan de geallieerde troepen die de blokkade van Maastricht instelden. In 1818 zou hij als Karel XIV worden gekroond tot koning van Zweden en koning van Noorwegen.

## Maastricht in het Verenigd Koninkrijk

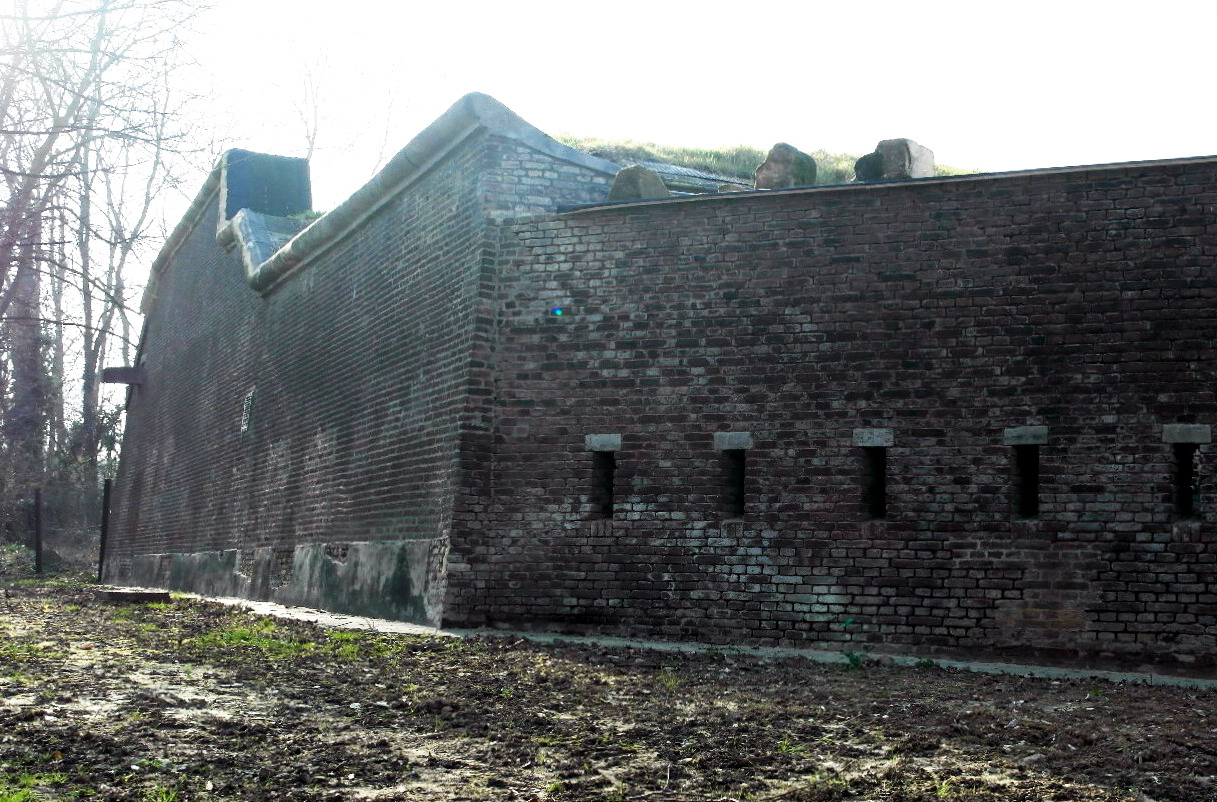
Fort Willem I

Op 1 augustus 1814 werd Maastricht, tezamen met enkele andere op de linker Maasoever gelegen plaatsen aan de souvereine vorst van Oranje overgedragen. Enkele weken later, op 24 en 25 september, bezocht de koning Maastricht, waarbij hij onder andere een bal bijwoonde in de Bonbonnière. Een jaar na de opheffing van de blokkade, op 6 en 7 juni 1815, was hij terug in de stad, deze keer om de vestingwerken te inspecteren, waaronder het Fort Sint Pieter en het in aanbouw zijnde Fort Willem I. Willem I zou een bijzondere band met de stad houden. In 1841 trouwde hij met de katholieke, in Maastricht geboren gravin Henriëtte d'Oultremont de Wégimont.
De opluchting na Napoleons troonafstand en zijn verbanning naar Elba was slechts van korte duur. In februari 1815 wist hij zijn verbanningsoord te ontvluchten en een groot leger op de been te brengen. Aan de zogenaamde Honderd Dagen kwam pas een definitief einde door de Slag bij Waterloo op 18 juni 1815. Ook in Maastricht leidden Napoleons Honderd Dagen tot enige paniek. Het garnizoen werd in de hoogste staat van paraatheid gebracht en men begon onmiddellijk met de aanleg van het Fort Willem I op de Caberg, een plan dat al diverse malen was uitgesteld.
Bij de oprichting van het Verenigd Koninkrijk der Nederlanden door het Congres van Wenen in 1815 werd een nieuwe provincie Limburg gevormd, bestaande uit het huidige Belgisch-Limburg en Nederlands-Limburg, met Maastricht als hoofdstad. De eerste gouverneur was Charles de Brouckère, die in het oude Gouvernementspaleis aan de Bouillonstraat resideerde. Opperbevelhebber van de vesting was Guillaume Anne de Constant Rebecque de Villars. Daarmee begon voor het deels verfranste Maastricht een moeizaam proces van integratie, een proces dat pas een eeuw later als afgerond kon worden beschouwd.

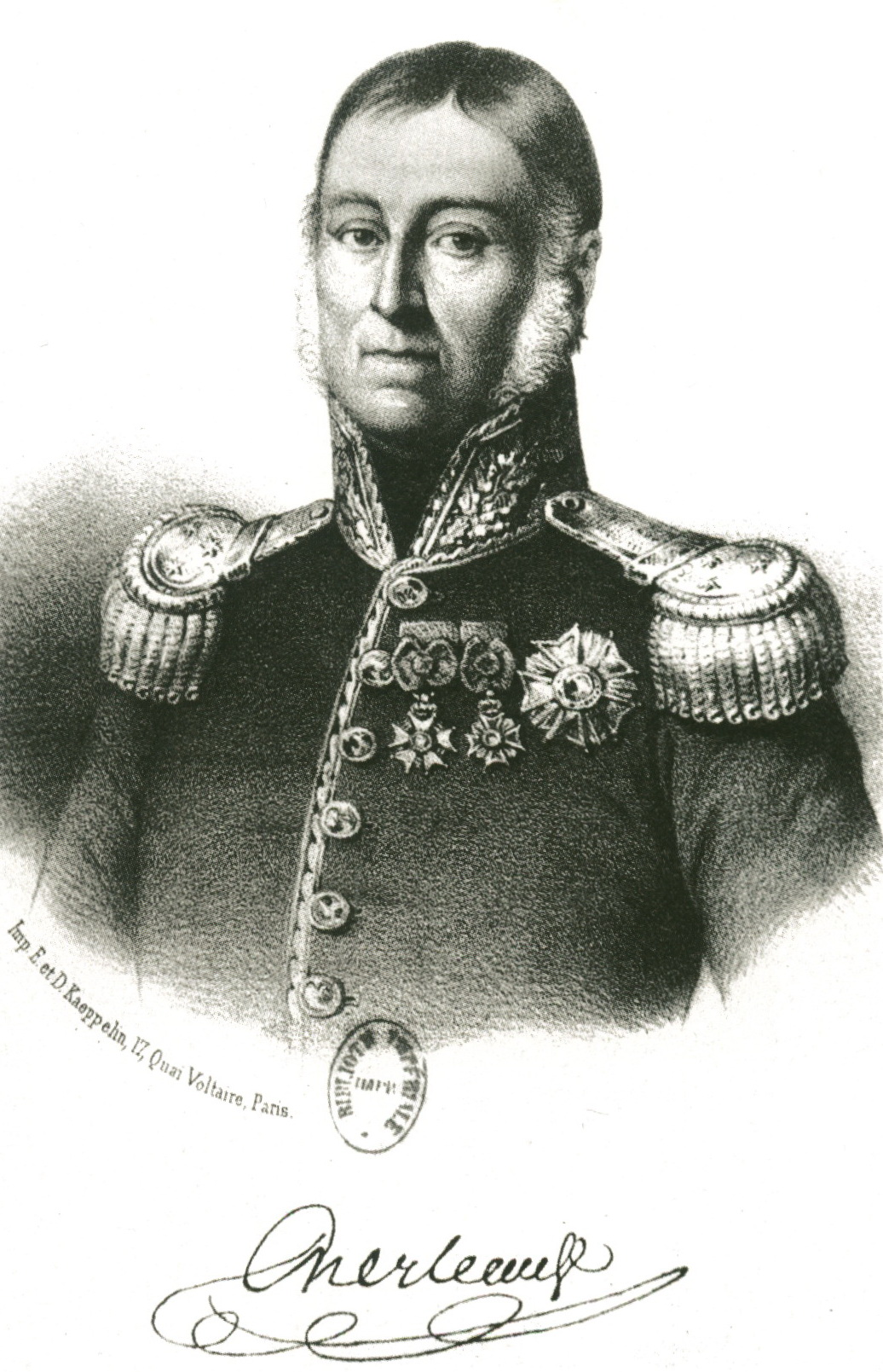
Pierre Hugues Victoire Merle
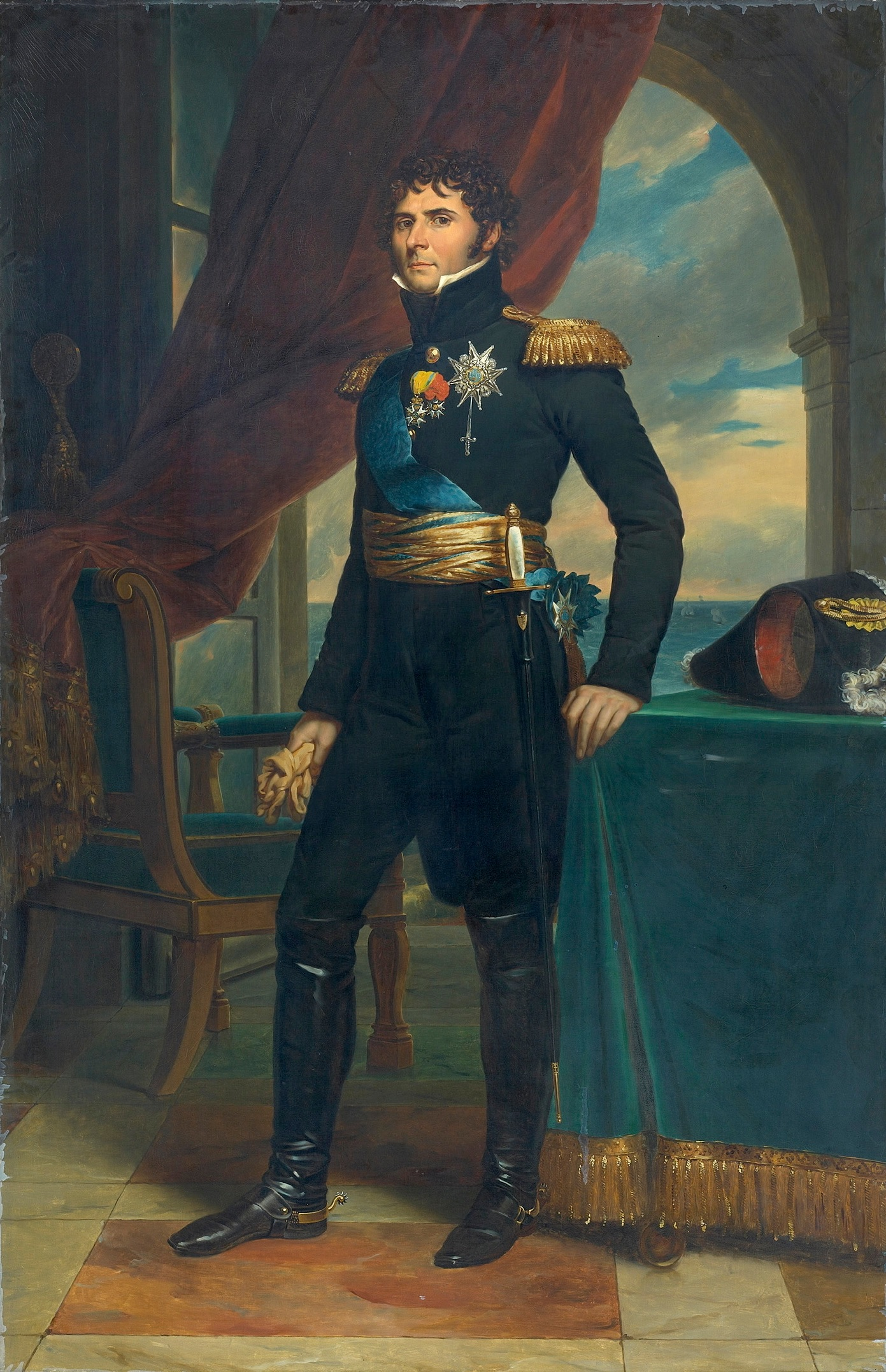
Jean-Baptiste Bernadotte
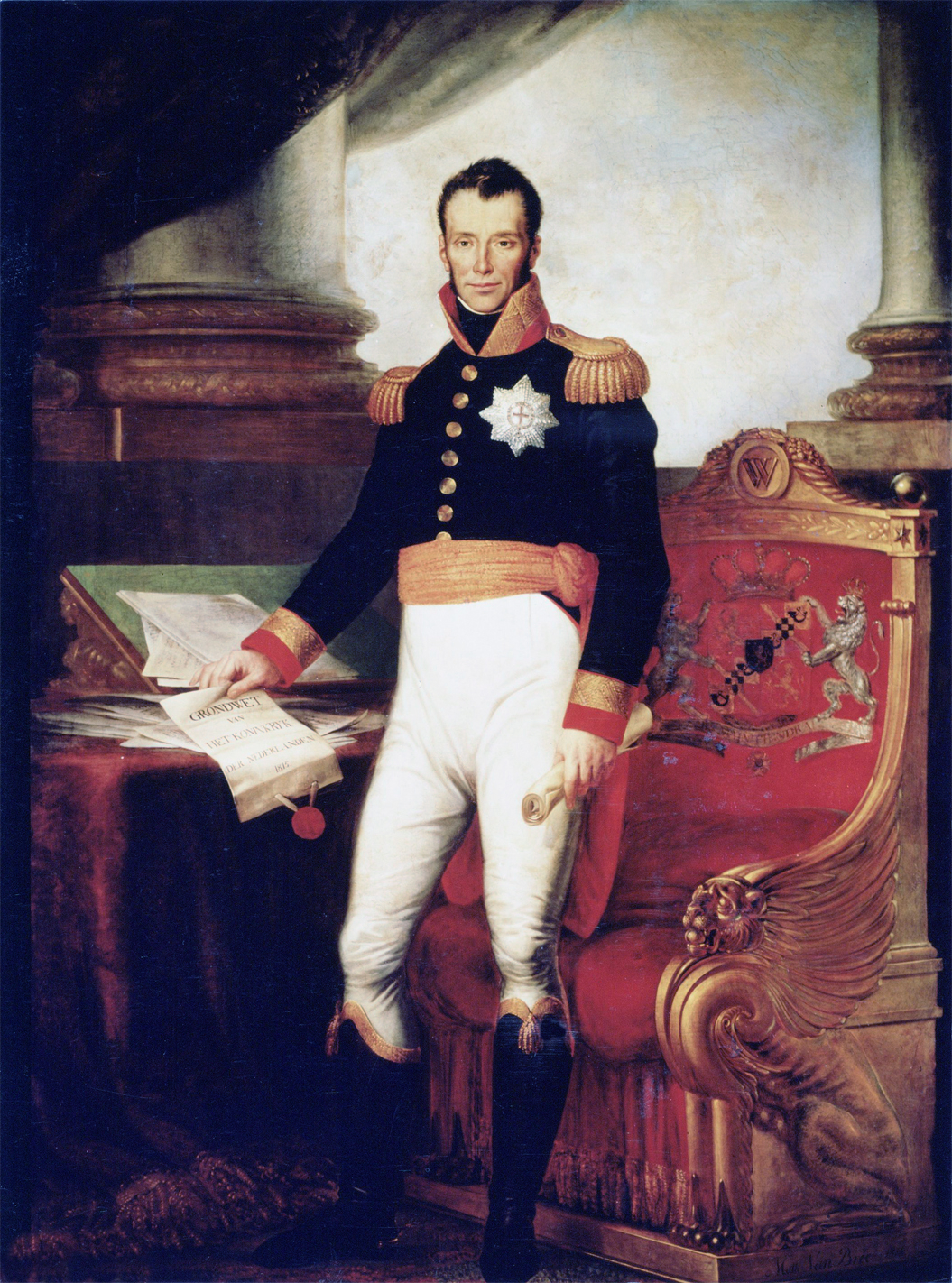
Koning Willem I
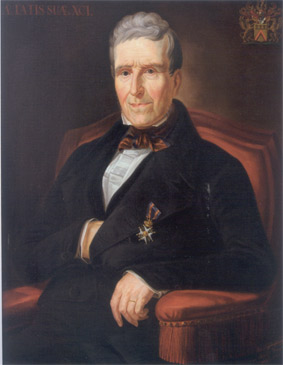
Charles de Brouckère

Möckern · Lützen · Bautzen · Großbeeren · Katzbach · Dresden · Kulm · Dennewitz · Göhrde · Leipzig · Hanau · Sehested · Delfzijl · Naarden · Woerden · Arnhem · Breda · Hoogstraten · Maastricht · Brienne · La Rothière · Mincio · Zesdaagse Veldtocht: Champaubert, Montmirail, Château-Thierry & Vauchamps  · Mormans · Montereau · Bar-sur-Aube · Craonne · Laon · Reims · Arcis-sur-Aube · La Fère-Champenoise · Saint-Dizier · Montmartre · Slag om Parijs
881: Plundering door Vikingen ·
1204: Luiks-Loons beleg ·
1267: Beleg door Hendrik van Gelre ·
1303: Beleg door Jan & Pieter van Bar ·
1334: Beleg door Adolf van der Mark ·
1407-08: Beleg door Luikenaren ·
1576: Spaanse Furie ·
1579: Beleg door Parma ·
1632: Beleg door Frederik-Hendrik ·
1634: Beleg door De Moncada ·
1638: Verraad van Maastricht ·
1673: Beleg door Lodewijk XIV ·
1676: Beleg door Willem III ·
1747: Slag bij Lafelt ·
1748: Beleg door Maurits van Saksen ·
1793: Beleg door De Miranda ·
1794: Beleg door Kléber ·
1814: Blokkade (6e Coalitieoorlog) ·
1830-33: Blokkade (Belgische Opstand) ·
1940: Bezetting (WO2) ·
1944: Bevrijding (WO2)